# Bandera de Jersey
La bandera de Jersey es compon d'un sautor vermell sobre un camp blanc i al quadrant superior, la insígnia de Jersey coronada per una "corona Plantagenet" d'or. La bandera fou adoptada pel parlament de Jersey el 12 de juny de 1979, proclamada per la reina Elisabet II el 10 de desembre de 1980 i hissada oficialment per primera vegada el 7 d'abril de 1981.

## Estatus i protocol
La bandera ha estat decretada pel sobirà per utilitzar-la a la Batllia de Jersey com a bandera de l'illa. La bandera del Regne Unit també pot onejar, però s'ha de donar prioritat a la bandera de Jersey. L'agutzil de Jersey sol·licita l'oneig de la bandera de Jersey als edificis governamentals en una llista de dies de bandera oficials quan les banderes onegen des de la seu del poder judicial i legislatiu; s'encoratja a les persones, però no obligades, a observar també els dies oficials de la bandera.
La bandera anterior al 1981 es continua utilitzant com a part de les cerimònies de recreació del Dia de l'Alliberament de les illes del Canal, el 9 de maig.

## Banderes històriques
La bandera actual és la primera que s'adopta oficialment. Extraoficialment, s'havia utilitzat un sautor vermell sobre camp blanc des de, almenys, la dècada de 1830.

Bandera anterior a 1981.